# Ayumi Oya
Ayumi Oya (大矢 歩, Oya Ayumi), née le 8 novembre 1994, est une joueuse internationale de football japonaise.

## Biographie
Le 9 avril 2017, elle fait ses débuts avec l'équipe nationale japonaise contre l'équipe du Costa Rica. Elle compte 9 sélections en équipe nationale du Japon.

## Statistiques
Le tableau ci-dessous présente les statistiques de Ayumi Oya en équipe nationale
| Équipe du Japon | Équipe du Japon | Équipe du Japon |
| Année           | Matchs          | Buts            |
| --------------- | --------------- | --------------- |
| 2017            | 8               | 0               |
| 2018            | 1               | 0               |
| Total           | 9               | 0               |